# Буздар, Сардар Усман
Сардар Усман Буздар (англ. Sardar Usman Buzdar; род. май 1969, Дера-Гази-Хан, Пенджаб) — государственный и политический деятель Пакистана. Являлся главным министром Пенджаба. В августе 2018 года был членом Провинциальной ассамблеи Пенджаба. С апреля 2019 года также является тумандаром белуджского племени Буздар. С 2001 по 2008 год работал назимом техсила Таунса-Шариф.

## Биография
Родился в мае 1969 года в Дера-Гази-Хане в семье Сардара Фатеха Буздара. Принадлежит к белуджскому племени Буздар, которые проживают на юге Пенджаба. Получил начальное образование в государственной школе для мальчиков в Бартхи и среднее образование в государственном колледже в Мултане. Получил степень магистра политических наук в Университете Бахауддина Закарии и степень бакалавра права в юридическом колледже Мултана.
В 2001 году присоединился к Пакистанской мусульманской лиге (К). В августе 2001 года был избран назимом техсила Таунса-Шариф, где он служил до 2008 года. За время пребывания на должности назима его обвинили в 300 фиктивных назначениях. В сентябре 2016 года против него было подано заявление в Национальное бюро отчетности Пакистана (NAB), которое не стало проводить расследование. Брат Буздара отверг обвинения, заявив, что NAB не смогла найти улики и дело было закрыто.
В 2008 году покинул Пакистанскую мусульманскую лигу (К) после парламентских выборов. Согласно другим данным, оставался связанным с Пакистанской мусульманской лиги (К) до 2011 года. Присоединился к Пакистанской мусульманской лиге (Н) перед парламентскими выборами 2013 года и баллотировался в Провинциальную ассамблею Пенджаба как кандидат Пакистанской мусульманской лиги (Н) от округа «PP-241 Дера-Гази-Хан- II», но неудачно. Получил 22 875 голосов и уступил место Хавадже Мухаммаду Низам-уль-Мехмуду.
Присоединился к партии «Джануби Пенджаб Суба Махаз» перед парламентскими выборами 2018 года, которая затем присоединилась к Движению за справедливость в мае 2018 года. Сардар Усман Буздар вступил в Движение за справедливость, и участвовал от этой партии в парламентских выборах 2018 года от избирательного округа «PP-286 Дера-Гази-Хан-II».
Был избран в Провинциальную ассамблею Пенджаба в качестве кандидата Движения за справедливость от округа «PP-286 Дера Гази Хан-II» на парламентских выборах 2018 года. Получил 26 897 голосов и одержал победу над независимым кандидатом Сардаром Мухаммадом Акрамом Ханом.
17 августа 2018 года премьер-министр Пакистана Имран Хан выдвинул его кандидатом от Движения за справедливость на должность главного министра Пенджаба. Эта кандидатура удивила многих членов Движения за справедливость и вызвала критику. Он был относительно мало известной фигурой в политической жизни Пакистана. Имран Хан заявил, что Сардар Усман Буздар «единственный чиновник, в доме которого нет электричества, и он знает, как живут бедняки». Однако, по факту он оказался богатым человеком, владеющим сельскохозяйственными угодиями и домами в нескольких городах. 18 августа 2018 года Имран Хан подтвердил свою поддержку кандидатуры Сардара Буздара после того, как в местных СМИ были распространены новости об обвинении его в убийстве. Сардар Буздар отверг обвинения в убийстве, назвав их «пропагандой». 19 августа 2018 года был избран главным министром Пенджаба: получил 186 голосов «за», а его оппонент Хамза Шахбаз получил 159 голосов. 20 августа 2018 года принёс присягу в должности главного министра Пенджаба.
После вступления в должность главного министра Пенджаба провёл консультации с Имраном Ханом и сформировал кабинет из 23 членов, который был приведён к присяге 27 августа 2018 года. Вторая часть его кабинета, состоящая из 12 министров провинции, была приведена к присяге 13 сентября 2018 года, увеличив размер кабинета до 35 человек.

## Обвинение в убийстве
После его назначения на должность главного министра Пенджаба в августе 2018 года появились сообщения о том, что в отношении Сардара Усмана Буздара и его отца Сардара Фатеха Мухаммада Буздара было открыто уголовное дело за их причастность к убийству не менее шести человек во время выборов в местные органы власти в 1998 году. Согласно сообщениям, антитеррористический суд в Дера-Гази-Хане признал Сардара Буздара виновным и осудил его в январе 2000 года. После этого Сардар Фатех Мухаммад Буздар заплатил 7 500 000 рупий в качестве отступных семье жертвы для закрытия дела об убийстве. 22 августа 2018 года «Geo News» сообщил, что Сардара Буздара перепутали с другим человеком и он не причастен к убийствам.

## Личная жизнь и состояние
В апреле 2019 года, после смерти отца, стал тумандаром белуджского племени Буздар. Согласно документам, представленным в Избирательную комиссию Пакистана в 2018 году, он оценил свои активы на сумму 25 миллионов рупий. А также заявил, что владеет тремя тракторами и двумя автомобилями стоимостью 2,4 миллиона рупий и стоимостью 3,6 миллиона рупий соответственно.

## Примечание
1. 1 2  Who is Usman Buzdar, Punjab's next chief minister? | Pakistan - Geo.tv. Geo News. 18 августа 2018. Архивировано 25 декабря 2018. Дата обращения: 18 августа 2018.
2. ↑  Usman Buzdar, Sardar. Punjab CM Usman Buzdar's father passes away. Архивировано 8 апреля 2019. Дата обращения: 1 апреля 2019.
3. ↑  Haider, Sikandar (19 августа 2018). Poorest Baloch tribe's chief set to rule Punjab. The Nation. Архивировано 10 октября 2020. Дата обращения: 20 октября 2018.
4. 1 2  Imran dubs Usman Buzdar as Punjab CM. The News (англ.). 18 августа 2018. Архивировано 25 декабря 2018. Дата обращения: 18 августа 2018.
5. 1 2 3  PTI's Punjab CM nominee paid blood money to settle murder case: sources. Geo News. 18 августа 2018. Архивировано 25 декабря 2018. Дата обращения: 18 августа 2018.
6. ↑  Dark horse gallops ahead of favorites | The Express Tribune. The Express Tribune. 17 августа 2018. Архивировано 25 декабря 2018. Дата обращения: 18 августа 2018.
7. ↑  In first tweet after becoming PM, Khan defends Usman Buzdar's nomination. The News (англ.). 18 Август 2018. Архивировано 18 Август 2018. Дата обращения: 18 Август 2018.
8. ↑  Nominated Punjab CM paid blood money resolve murder case. Dunya News. 18 Август 2018. Архивировано 18 Август 2018. Дата обращения: 18 Август 2018.
9. ↑  Reporter, The Newspaper's Staff (18 Август 2018). PTI names politician from D.G. Khan to be Punjab CM. DAWN.COM. Архивировано 18 Август 2018. Дата обращения: 2 Октябрь 2020.
10. 1 2 3  Imran Khan selects Usman Buzdar as PTI's Punjab CM nominee. DAWN.COM. 17 Август 2018. Архивировано 17 Август 2018. Дата обращения: 17 Август 2018.
11. ↑  Usman Buzdar emerges as strong PTI candidate for Punjab CM slot. Dunya News. 17 августа 2018. Архивировано 6 января 2019. Дата обращения: 18 августа 2018.
12. ↑  2013 election result. ECP. Дата обращения: 18 августа 2018. Архивировано 1 февраля 2018 года.
13. ↑  PTI absorbs Junoobi Punjab Suba Mahaz after promising new province in south Punjab. DAWN.COM. 9 Май 2018. Архивировано 17 Август 2018. Дата обращения: 17 Август 2018.
14. 1 2 3  Buzdar's nomination for Punjab CM slot triggers controversy | The Express Tribune. The Express Tribune. 18 августа 2018. Архивировано 25 декабря 2018. Дата обращения: 18 августа 2018.
15. ↑  PTI finalises candidates for NA, PA seats. The Nation. 25 Июнь 2018. Архивировано 27 Июль 2018. Дата обращения: 18 Август 2018.
16. ↑  Election Results 2018 - Constituency Details (англ.). www.thenews.com.pk. The News. Дата обращения: 29 июля 2018. Архивировано 26 июля 2018 года.
17. ↑  Being taken for a ride. www.pakistantoday.com.pk. 22 августа 2018. Архивировано 17 июня 2020. Дата обращения: 21 сентября 2018.
18. ↑  Malik, Mansoor (18 Август 2018). PTI Punjab CM choice doesn't sit well with many within party. DAWN.COM. Архивировано 18 Август 2018. Дата обращения: 18 Август 2018.
19. ↑  Javid, Hassan (11 сентября 2018). Are Imran Khan's cabinet members selected on merit?. Herald Magazine. Архивировано 11 ноября 2020. Дата обращения: 14 сентября 2018.
20. ↑  Punjab CM sparks controversies in his first week in office. The News (англ.). Архивировано 17 июня 2020. Дата обращения: 14 сентября 2018.
21. ↑  Imran names Sardar Usman Buzdar for Punjab CM - Daily Times. Daily Times. 17 августа 2018. Архивировано 6 июня 2020. Дата обращения: 19 августа 2018.
22. ↑  Imran Khan's motley crew - Daily Times. Daily Times. 20 августа 2018. Архивировано 24 апреля 2019. Дата обращения: 22 августа 2018.
23. ↑  The PTI's 'perfect' candidate for Punjab CM was once accused of murder. Samaa TV. Архивировано 25 декабря 2018. Дата обращения: 22 августа 2018.
24. ↑  Nominated CM Punjab turns out to be a millionaire - Capital TV. Capital TV. 18 августа 2018. Архивировано 19 августа 2018. Дата обращения: 19 августа 2018.
25. ↑  PTI's nominee for CM Punjab Usman Buzdar dismisses allegations. The News (англ.). 19 Август 2018. Архивировано 18 Август 2018. Дата обращения: 19 Август 2018.
26. ↑  Punjab Assembly elects Buzdar as chief minister. DAWN.COM. 19 августа 2018. Архивировано 25 декабря 2018. Дата обращения: 19 августа 2018.
27. ↑  Sardar Usman Buzdar sworn in as Punjab CM | The Express Tribune. The Express Tribune. 20 августа 2018. Архивировано 30 августа 2020. Дата обращения: 20 августа 2018.
28. ↑  Malik, Mansoor (25 августа 2018). Imran completes consultation with Buzdar for Punjab cabinet. DAWN.COM. Архивировано 17 июня 2020. Дата обращения: 14 сентября 2018.
29. ↑  Punjab's 23-member cabinet sworn in. www.pakistantoday.com.pk. Архивировано 18 июня 2020. Дата обращения: 14 сентября 2018.
30. ↑  Punjab Cabinet swells to 35 as 12 new ministers take oath | The Express Tribune. The Express Tribune. 13 сентября 2018. Архивировано 30 августа 2020. Дата обращения: 14 сентября 2018.
31. ↑  Imran defends nomination of Usman Buzdar as PTI's candidate for Punjab CM. DAWN.COM. 18 Август 2018. Архивировано 19 Август 2018. Дата обращения: 19 Август 2018.
32. ↑  Imran Khan's Punjab CM candidate Usman Buzdar accused of paying blood money; new Pakistan PM denies charges - Firstpost. www.firstpost.com. 19 августа 2018. Архивировано 17 декабря 2020. Дата обращения: 19 августа 2018.
33. ↑  Imran reposes confidence in Usman Buzdar. The News (англ.). 19 августа 2018. Архивировано 26 мая 2022. Дата обращения: 19 августа 2018.
34. ↑  Imran stands by CM choice Buzdar. The Nation. 19 августа 2018. Архивировано 19 августа 2018. Дата обращения: 19 августа 2018.
35. ↑  PTI's Usman Buzdar to run show in Punjab. www.pakistantoday.com.pk. 19 августа 2018. Архивировано 13 августа 2020. Дата обращения: 19 августа 2018.
36. ↑  Birmani, Tariq Saeed (19 августа 2018). Buzdar's nomination greeted with hopes, doubts. DAWN.COM. Архивировано 26 мая 2019. Дата обращения: 19 августа 2018.
37. ↑  Despite all allegations, PM Imran stands by Punjab CM nominee Usman Buzdar. Dunya News. 18 Август 2018. Архивировано 18 Август 2018. Дата обращения: 18 Август 2018.
38. ↑  Usman Buzdar cleared of 'murder controversy' as report reveals namesake suspect. Geo News. 22 августа 2018. Архивировано 25 декабря 2018. Дата обращения: 22 августа 2018.
39. ↑  CM Punjab Usman Buzdar cleared of 'murder controversy' as report reveals namesake suspect (VIDEO). Daily Pakistan Global. Архивировано 26 мая 2019. Дата обращения: 21 сентября 2018.
40. ↑  Usman Buzdar made new chief of Buzdar tribe (3 апреля 2019). Дата обращения: 2 октября 2020. Архивировано 30 июня 2019 года.
41. ↑  PTI's CM Punjab nominee Usman Buzdar owns assets worth Rs2005 million. Geo News. 18 Август 2018. Архивировано 18 Август 2018. Дата обращения: 19 Август 2018.